# Камено (Шентјур)
Камено (словен. Kameno) је насељено место у општини Шентјур, Савињска регија, Словенија.

## Историја
До територијалне реорганизације у Словенији било је у саставу старе општине Шентјур при Цељу.

## Становништво
У попису становништва из 2011. године, Камено је имало 136 становника.
| Број становника према пописима | Број становника према пописима | Број становника према пописима |
| ------------------------------ | ------------------------------ | ------------------------------ |
| 1991                           | 2002                           | 2011                           |
| 126                            | 125                            | 136                            |